# Patrick Sequeira
Patrick Gilmar Sequeira Mejías (Limón, 1 de marzo de 1999) es un futbolista costarricense que juega como portero en el Casa Pia A. C. de la Primeira Liga de Portugal.

## Trayectoria

### Inicios
Patrick Sequeira nació el 1 de marzo de 1999 en Barrio Quinto de Limón; es el menor de sus parientes. Desde pequeño su pasión por el deporte se parcializó en el fútbol y dado que en el jardín de su familia está conformada por cinco personas, Sequeira salió a jugar con sus hermanos, pero no tenían la decisión de quién tomaría el cargo de portero. Por lo tanto, Patrick aceptó el puesto, y desde ese momento prefirió desempeñarse como guardameta. Posteriormente, su padre lo llevó a una escuela de fútbol denominada Los Ángeles que estaba ubicada en su localidad, dicho equipo de su institución tuvo un encuentro contra la Selección Sub-15 de Costa Rica, por lo que Patrick tuvo una destacada participación. Sus cualidades le interesaron al seleccionador Frank Carrillo, quien luego le convocaría a su escuadra nacional. Cuando cumplió los 13 años, el cancerbero se trasladó a la capital San José para incorporarse a los entrenamientos. Afirmó que la etapa de su vida en esta provincia fue muy distinta, ya que extrañó todo lo perteneciente a su lugar de crecimiento, incluso pensó que lo mejor era devolverse, pero sus padres le aconsejaron continuar. Después fue progresando positivamente hasta llegar a la Selección Sub-17, en la cual disputó el Mundial de Chile 2015. Una vez terminada la competencia, Patrick regresó a Limón, jugó para el club juvenil y el 28 de diciembre fue llamado por el Deportivo Saprissa, para firmar un contrato con los tibaseños. Con esto, el portero volvió a la capital y cambió de domicilio. Inicialmente vivió y estudió en Alajuela, luego se mudó a Heredia, donde el colegio que asistió desarrollaba el horario nocturno, pero a la salida no tenía transporte y decidió abandonar los estudios. A pesar de esto, sus padres le brindaron la confianza y el respaldo que requirió hasta alcanzar la categoría Sub-17 del Saprissa. Finalmente, Patrick accedió quedarse en San José para acrecentar su carrera deportiva.

### Deportivo Saprissa
El 16 de junio de 2016, se hizo oficial en conferencia de prensa el ascenso de Patrick al primer equipo de Saprissa, junto con otros seis juveniles.
Sequeira tuvo el rol de tercer portero ante la titularidad de Danny Carvajal y el suplente Mario Sequeira. A su vez fue vinculado para el equipo de alto rendimiento. Al estar inscrito en el conjunto absoluto para el Campeonato de Invierno 2016, su equipo se proclamó campeón del torneo el 15 de diciembre al vencer por 2-0 al Herediano en la etapa cuadrangular, y así liderar ambas etapas de la competencia.
Patrick Sequeira, tuvo su única participación con Saprissa el 4 de enero de 2017, ante Alajuelense en el torneo amistoso 90 Minutos por la Vida. Por otro lado, por competencia oficial no logró su debut.

### Real Unión Club
El 18 de agosto de 2017, se anunció que Patrick dejaría su país con el motivo de viajar a España para realizar una prueba en el Real Unión Club, por el periodo de diez días. Tras varios entrenamientos con el equipo, el 25 de agosto fue confirmado el fichaje del guardameta por dos temporadas en condición de préstamo.
Luego de estar por cinco jornadas consecutivas relegado a la suplencia, el entrenador Asier Santana le dio la oportunidad de debutar en la alineación titular en el compromiso del 29 de octubre, donde visitó al Estadio Ciudad de Tudela para tener como rival al Tudelano. Patrick apareció con la dorsal «1», completó la totalidad de los minutos, recibió tarjeta amarilla y encajó tres goles en la derrota con cifras de 3-0. Cerró su primera temporada con cuatro apariciones y recibió siete anotaciones.
Sequeira, después de estar dos temporadas en cesión, negoció su libertad con Saprissa para quedarse en el equipo español como ficha del club. El 8 de julio de 2019, se oficializa su vínculo por dos temporadas más.

### R. C. Celta de Vigo "B"
El 9 de septiembre de 2020, el Celta de Vigo "B" anunció la incorporación de Sequeira al equipo por una temporada a préstamo, con opción de compra. Tuvo su inicio en la Segunda División B el 17 de octubre, al completar la totalidad de los minutos del empate sin goles frente al Guijuelo. En esta temporada alcanzó dieciséis apariciones, recibió diecisiete goles y mantuvo la valla invicta en cuatro oportunidades. Su notable labor le permitió también ser convocado al primer equipo.
El 23 de junio de 2021, se anunció la salida de Patrick del Celta B ya que el conjunto celeste decidió no ejecutar la opción de compra del jugador, pese a su buen rendimiento, por su condición de extracomunitario.

### Real Unión Club
Patrick Sequeira se devuelve a su club, dueño de la ficha, estuvo mayormente en el banco de suplencia, por lo que solamente jugó 4 partidos con el club, Patrick tuvo participación en la Copa del Rey, enfrentándose al CD Palencia Cristo Atlético, cayendo derrotado en el marcador 2-0. Patrick llegó a jugar 3 partidos de la Primera División RFEF, en donde también tuvo la oportunidad de enfrentarse a su ex-equipo en el que estuvo en préstamo, el Real Club Celta de Vigo "B", recibiendo solamente 1 gol en contra y logrando ganar el partido 2-1.

### C. D. Lugo
El 1 de julio de 2022, firmó por el C. D. Lugo de la Segunda División de España. El 7 de mayo de 2023, debutó en la segunda división española contra el F. C. Andorra, siendo encajado en dos anotaciones, el compromiso finalizó con el empate 2-2.

### U. D. Ibiza
El 3 de julio de 2023, firmó con el U.D Ibiza de la Primera Federación hasta el 2025. El 27 de agosto, debutó contra el Córdoba C. F., disputando la totalidad de minutos en la victoria 2-3.

### Casa Pia A. C.
Tras las buenas actuaciones en la competición de la Copa América 2024, el 25 de julio de 2024, se oficializó su fichaje al Casa Pia A. C.. El 17 de agosto, debutó contra el Benfica, recibiendo 3 anotaciones, sin embargo, Sequeira destacó y realizó 5 intervenciones. El 13 de enero de 2025, Sequeira fue nombrado por la Primeira Liga el "Mejor portero de diciembre de la Primeira Liga" contabilizando 17 atajadas.

## Selección nacional

### Categorías inferiores
El 31 de octubre de 2014, Luis Fernando Fallas, entrenador de la Selección Sub-17 de Costa Rica, dio en conferencia de prensa la lista de 18 futbolistas que participarían en la Eliminatoria Centroamericana previa al Campeonato de Concacaf del año siguiente; en su nómina destacó la integración de Patrick Sequeira, quien estuvo previamente en las categorías inferiores. En esta triangular enfrentó a las selecciones de Belice y El Salvador en el Estadio Edgardo Baltodano, en los primeros días de noviembre. En el juego contra los salvadoreños, Sequeira fue titular y su país triunfó con marcador de 2-1. Con este resultado, los costarricenses avanzaron al torneo del área.
El 31 de enero de 2015, Marcelo Herrera, nuevo técnico de la Selección Sub-17 de Costa Rica, anunció el llamado de sus jugadores para hacer frente a la edición XLI de la Copa del Atlántico, tradicionalmente llevada a cabo en la Gran Canaria de España. Patrick Sequeira fue considerado en esta lista. El 3 de febrero se dio el primer partido ante el combinado español, en el cual Sequeira fue relegado a la suplencia en la pérdida de 3-0. De igual manera, el segundo juego culminó en derrota, siendo esta vez con marcador de 2-0 contra Portugal. El guardameta no tuvo participación. El último cotejo finalizó en empate a dos tantos, frente a la Selección de Canarias en el Estadio Alfonso Silva. De acuerdo con los resultados obtenidos por su país, los costarricenses finalizaron en el cuarto puesto del torneo.
La selección de Costa Rica fue sorteada en el grupo B del Campeonato de la Concacaf, junto con Santa Lucía, Canadá, Haití, Panamá y México. Esta competición se realizó en territorio hondureño. Por otro lado, su país obtuvo tres triunfos, un empate y una derrota, para colocarse en la tercera posición con 10 puntos, y asimismo un puesto para el repechaje. En la segunda fase disputada el 15 de marzo, enfrentaron de nuevo a los canadienses, y el marcador con cifras de 3-0 favoreció a los costarricenses para la clasificación al mundial. Sequeira fue suplente de Alejandro Barrientos.
El director técnico de la selección Marcelo Herrera, dio la lista de convocados para el Campeonato Mundial de 2015, desarrollado en Chile. Anteriormente, su país enfrentó partidos amistosos contra conjuntos argentinos y el 6 de agosto se dio a conocer que estaría en el grupo E. Patrick Sequeira se mantuvo en el banquillo durante todos los juegos, debido a que el guardameta titular fue Alejandro Barrientos. El primer encuentro se realizó el 19 de octubre en el Estadio Municipal de Concepción frente a Sudáfrica; sus compañeros Kevin Masis y Andy Reyes anotaron para el triunfo de 2-1. Tres días después, su país tuvo el segundo cotejo contra Rusia en el mismo escenario deportivo; el empate a un gol prevaleció hasta el final. El 25 de octubre fue el último partido de la fase de grupos ante Corea del Norte en el Estadio Regional de Chinquihue; el marcador fue con derrota de 1-2. Según los resultados obtenidos en esta etapa, su país alcanzó el segundo lugar con 4 puntos y con esto, el pase a la ronda eliminatoria. El 29 de octubre se efectuó el juego de los octavos de final de la competencia, donde su selección enfrentó a Francia. La igualdad sin anotaciones provocó que esta serie se llevara a los lanzamientos desde el punto de penal, en los cuales el 3-5 favoreció a los costarricenses, y logrando así su primera clasificación a cuartos de final desde que se estableció el actual formato. El 2 de noviembre se llevó a cabo el encuentro contra Bélgica, en el que su selección perdió con marcador de 1-0, y quedando eliminados del torneo.
El 6 de julio de 2018, se anunció el llamado de la selección Sub-21 dirigida por Marcelo Herrera para conformar la nómina que le haría frente al torneo de fútbol de los Juegos Centroamericanos y del Caribe, lista en la cual Sequeira quedó dentro del selecto grupo. Permaneció en el banquillo en el primer juego del 20 de julio en el Estadio Romelio Martínez de Barranquilla contra el anfitrión Colombia, donde se produjo la derrota por 1-0. Dos días después pero en el mismo escenario deportivo, su escuadra sumó la primera victoria de 3-2 sobre Trinidad y Tobago. Tras el nuevo revés dado el 24 de julio ante Honduras con marcador de 1-2, su selección quedó eliminada en fase de grupos y ocupó el tercer lugar de la tabla.
El 22 de octubre de 2018, el portero fue seleccionado por Breansse Camacho para jugar el Campeonato Sub-20 de la Concacaf. El 1 de noviembre quedó como suplente de Kevin Chamorro en la victoria de goleada por 5-0 sobre Bermudas. Su selección completó el grupo E con los triunfos ante Barbados (2-0), Haití (1-0) y Santa Lucía (0-6). Con el empate 1-1 contra Honduras y la derrota 4-0 frente a Estados Unidos, el conjunto costarricense quedó eliminado de optar por un cupo al Mundial de Polonia 2019. Sequeira estuvo en la suplencia en toda la competición
El 10 de marzo de 2021, Sequeira fue incluido en la lista final del entrenador Douglas Sequeira, para enfrentar el Preolímpico de Concacaf con la Selección Sub-23 de Costa Rica. El 18 de marzo no pudo estar en el juego frente a Estados Unidos en el Estadio Jalisco, encuentro donde se dio la derrota por 1-0. Tres días después se incorporó a la concentración del equipo y fue suplente ante México en el Estadio Akron, dándose el revés por 3-0 que dejó fuera a la selección costarricense de optar por un boleto a los Juegos Olímpicos de Tokio. El 24 de marzo hizo su debut en el torneo para el triunfo de trámite por 5-0 sobre República Dominicana.

#### Participaciones internacionales
| Competición                     | Sede   | Resultado      | Partidos | Goles |
| ------------------------------- | ------ | -------------- | -------- | ----- |
| Preolímpico de Concacaf de 2020 | México | Fase de grupos | 1        | -0    |

### Selección absoluta
El 28 de mayo de 2021, Sequeira fue convocado de último momento por Ronald González para sustituir la baja de Aarón Cruz. Estuvo en la suplencia en los partidos de la fase final de la Liga de Naciones, donde su selección cayó en penales contra México y Honduras, tanto en la semifinal como en el duelo por el tercer lugar, respectivamente.
El 25 de junio de 2021, el director técnico Luis Fernando Suárez definió la lista preliminar con miras hacia la Copa de Oro de la Concacaf, en la que se destaca la convocatoria de Patrick Sequeira. Fue ratificado en la lista definitiva del 1 de julio. Permaneció suplente en los dos primeros partidos del grupo ante Guadalupe y Surinam, y estuvo cerca de hacer su debut internacional el 20 de julio contra Jamaica, pero una lesión en el tobillo le impidió jugar el compromiso. Al día siguiente se confirmó su baja y fue reemplazado por Kevin Briceño.
El 16 de septiembre de 2022, fue convocado para los partidos amistosos previo a la Copa Mundial 2022 en suelo asiático contra Corea del Sur y Uzbekistán. El 23 de septiembre, se enfrentó ante Corea del Sur ingresando por Joel Campbell debido a la expulsión de Esteban Alvarado al minuto 83, mientras se daba el cambio, se esperaba una jugada de tiro libre, siendo anotado al 85 por el futbolista Son Heung-min en el empate 2-2. Cuatro días después, Sequeira se enfrentó ante Uzbekistán en el que ingresó al inicio de la parte complementaria, el encuentro finalizó en la victoria 1-2.
El 3 de noviembre de 2022, el técnico Luis Fernando Suárez, realizó la conferencia de prensa de los 26 jugadores que viajarían a Catar para el evento de la Copa Mundial de Fútbol de 2022, Sequeira fue parte de los nombres de la nómina.
El 17 de marzo de 2023, fue convocado para afrontar los partidos de la Liga de Naciones de la Concacaf 2022-23 contra Martinica y Panamá.
El 30 de agosto de 2023, fue convocado por el director técnico Claudio Vivas en una gira hacia Europa contra los encuentros amistosos ante Arabia Saudita y Emiratos Árabes Unidos.
El 1 de junio de 2024, se oficializó su convocatoria para la clasificación al mundial 2026 para los partidos contra San Cristóbal y Nieves y Granada. El 6 de junio, se enfrentó a San Cristóbal y Nieves, sumando su primera eliminatoria de su trayectoria en Row que disputó la totalidad de minutos por la victoria 4-0. Tres días después repitió titularidad contra Granada por la victoria 0-3.
El 11 de junio de 2024, se oficializó su convocatoria de los 26 jugadores para la competición de la Copa América 2024. El 25 de junio, debutó contra Brasil, dejando altas expectativas, debido a la renuncia de Keylor Navas a la selección, Sequeira se mantuvo sólido bajo los tres postes, convirtiéndose en el MVP del partido, el encuentro finalizó por el empate 0-0. El 28 de junio, se enfrentó a Colombia por la derrota 3-0. El 2 de julio disputó contra Paraguay, dejando varias atajadas, que convirtió la victoria 2-1, cerrando la competición de la Copa América 2024 en la tercera posición de la fase de grupos, con una participación destacada.
El 28 de agosto de 2024, se oficializó su convocatoria para la Liga de Naciones de la Concacaf 2024-25 contra Guadalupe y Guatemala. El 5 de septiembre, se enfrentó contra Guadalupe dejando el marco en cero, obteniendo la victoria por 3-0. El 9 de septiembre, se enfrentó contra Guatemala, dejando la portería en cero y obteniendo un empate por 0-0.

#### Participaciones internacionales
| Competición                             | Sede           | Resultado        | Partidos | Goles |
| --------------------------------------- | -------------- | ---------------- | -------- | ----- |
| Copa América 2024                       | Estados Unidos | Fase de grupos   | 3        | -5    |
| Liga de Naciones de la Concacaf 2024-25 | Concacaf       | Cuartos de final | 6        | -4    |

#### Participaciones en eliminatorias
| Eliminatoria               | Sede                             | Resultado   | Partidos | Goles |
| -------------------------- | -------------------------------- | ----------- | -------- | ----- |
| Clasificación Mundial 2026 | Estados Unidos · México · Canadá | Por definir | 2        | -0    |

## Estadísticas

### Clubes
Actualizado al último partido jugado el 15 de agosto de 2025.
| Real Unión · España     | 3.            | 2017-18       | 4   | -7   | — | —  | — | —  | 4   | -7   |
| Real Unión · España     | 3.            | 2018-19       | 5   | -3   | — | —  | — | —  | 5   | -3   |
| Real Unión · España     | 3.            | 2019-20       | 13  | -12  | — | —  | — | —  | 13  | -12  |
| Real Unión · España     | Total club    | Total club    | 22  | -22  | 0 | -0 | 0 | -0 | 22  | -22  |
| Celta Vigo B · España   | 3.            | 2020-21       | 16  | -17  | — | —  | — | —  | 16  | -17  |
| Celta Vigo B · España   | Total club    | Total club    | 16  | -17  | 0 | -0 | 0 | -0 | 16  | -17  |
| Real Unión · España     | 3.            | 2021-22       | 3   | -3   | 1 | -2 | — | —  | 4   | -5   |
| Real Unión · España     | Total club    | Total club    | 3   | -3   | 1 | -2 | 0 | -0 | 4   | -5   |
| C. D. Lugo · España     | 2.            | 2022-23       | 4   | -6   | — | —  | — | —  | 4   | -6   |
| C. D. Lugo · España     | Total club    | Total club    | 4   | -6   | 0 | -0 | 0 | -0 | 4   | -6   |
| U. D. Ibiza · España    | 3.            | 2023-24       | 28  | -26  | — | —  | — | —  | 28  | -26  |
| U. D. Ibiza · España    | Total club    | Total club    | 28  | -26  | 0 | -0 | 0 | -0 | 28  | -26  |
| Casa Pia A. C. Portugal | 1.            | 2024-25       | 32  | -41  | — | —  | — | —  | 32  | -41  |
| Casa Pia A. C. Portugal | 1.            | 2025-26       | 2   | -2   | 0 | -0 | — | —  | 2   | -2   |
| Casa Pia A. C. Portugal | Total club    | Total club    | 34  | -43  | 0 | -0 | 0 | -0 | 34  | -43  |
| Total carrera           | Total carrera | Total carrera | 107 | -117 | 1 | -2 | 0 | -0 | 108 | -119 |
| 1. Fuente:Transfermarkt |               |               |     |      |   |    |   |    |     |      |

### Selección de Costa Rica
Actualizado al último partido jugado el 25 de marzo de 2025.
| Absoluta · Costa Rica                             |   |    |    |    |    |    |   |    |    |     |
| 2022                                              | — | —  | —  | —  | —  | —  | 2 | -1 | 2  | -1  |
| 2024                                              | 2 | -0 | 9  | -8 | —  | —  | 1 | -0 | 12 | -8  |
| 2025                                              | 0 | -0 | 2  | -1 | —  | —  | 0 | -0 | 2  | -1  |
| Total                                             | 2 | -0 | 11 | -9 | -0 | -0 | 3 | -1 | 16 | -10 |
| 1. Fuente:Transfermarkt / National Football Teams |   |    |    |    |    |    |   |    |    |     |

## Palmarés

### Distinciones individuales
| Distinción                                                             | Año  |
| ---------------------------------------------------------------------- | ---- |
| Mejor jugador del Casa Pia A. C. de la temporada Primeira Liga 2024-25 | 2025 |